# Вильва (Добрянский район)
Ви́льва — посёлок в Добрянском районе Пермского края РФ, административный центр Вильвенского сельского поселения. Расположен к северо-востоку от Добрянки, на берегу одноимённой реки Вильве. В переводе с коми-пермяцкого Вильва означает «новая вода».

## История
Посёлок возник в сентябре 1953 г. как посёлок лесозаготовителей. В Вильву из соседнего посёлкаТаборы была переведена контора леспромхоза и посёлок стал центром крупного лесозаготовительного предприятия, объединяя под своим началом множество лесозаготовительных пунктов окрестных населённых пунктов. К середине 70-х гг. Таборский леспромхоз (так он назывался по своему первоначальному местоположению) достиг наивысшего развития. Заготовленный лес и продукты его переработки (пиломатериалы, древесный уголь, пихтовое масло и др.) поставлялись по всей области, а также далеко за её пределы. Период 80-90-х гг. был трудным для этого (как впрочем и для всех остальных) предприятия лесной отрасли, но оно его пережило. Лишь на рубеже XX-XXI веков оно обанкротилось и на его базе было созданы несколько предприятий, из которых в настоящее время действует только одно, ООО «Найт».

### Посёлок сегодня

Вид с центральной улицы поселка. Здания слева направо: магазин промтоваров; школа; здание поселковой больницы, офисов «Сбербанка», «Почты России», ООО «Найт».

В настоящее время посёлок является административным центром Вильвенского сельского поселения. В Вильве действуют школа, детский сад, амбулатория, несколько магазинов. Крупнейшим предприятием посёлка является ООО «Найт», которое занимается лесозаготовкой и переработкой заготовленной древесины. В посёлке также имеются отделения почты, Сбербанка, действует своя АТС. Посёлок грунтовой дорогой связан с автодорогой Пермь-Березники, невдалеке от Вильвы проходит ветка Свердловской железной дороги.

## Население
Население поселка — порядка тысячи человек, большую часть населения составляют русские, также представлены татары, узбеки, белорусы, украинцы, грузины и многие другие национальности. Посёлок территориально слился со станционным посёлком Боковая (около 250 жителей). Численность населения в летнее и зимнее время сильно колеблется: летом в посёлок приезжает много дачников и просто отдыхающих, зимой же кроме них разъезжается на заработки еще и часть коренного населения.
- 1963 (2 578 человек)

| 2010 |
| ---- |
| 966  |

## Фотогалерея

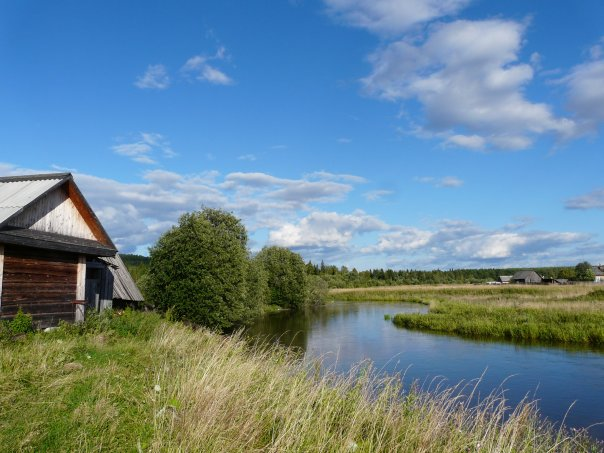
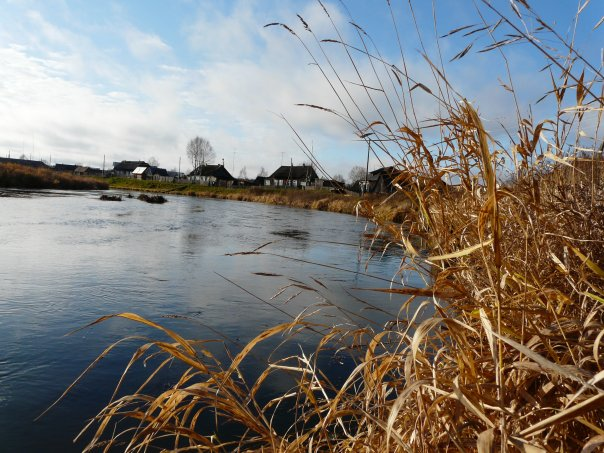
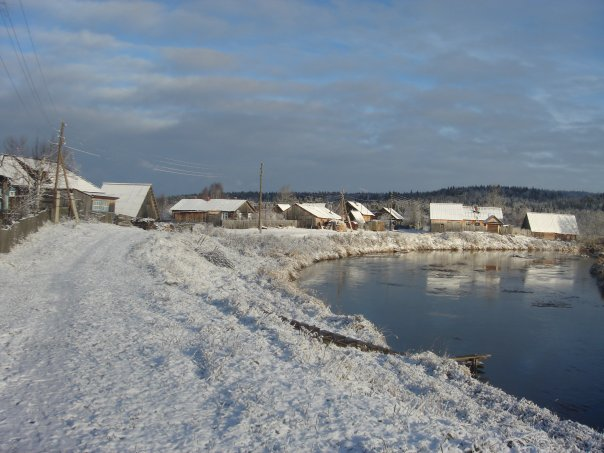
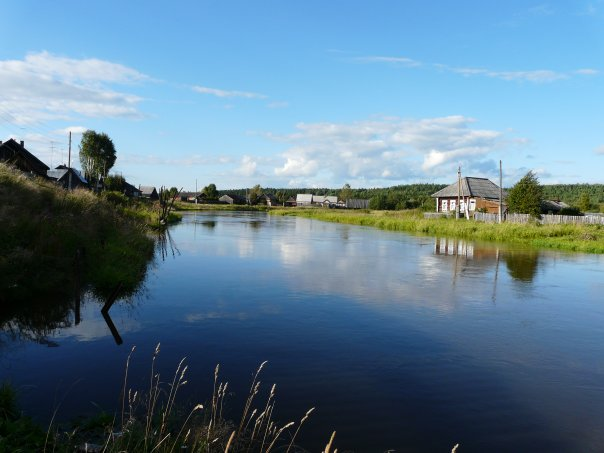